# Coupe des clubs champions européens 1973-1974
Navigation
Édition précédente Édition suivante
La Coupe des clubs champions européens 1973-1974 a vu la victoire du Bayern Munich. La compétition s'est terminée le 17 mai 1974 au Stade du Heysel à Bruxelles.
La finale fut jouée en deux temps. Une première fois le 15 mai 1974 au Stade du Heysel qui se termina sur un match nul (1-1) entre le Bayern Munich et l'Atlético de Madrid. La finale fut donc rejouée deux jours plus tard toujours au Stade du Heysel (victoire 4-0 du Bayern). C'est la seule fois dans l'histoire de la Coupe des clubs champions que la finale fut rejouée.

## Premier tour
| Équipe 1                | Résultat | Équipe 2                    | Aller | Retour               |
| ----------------------- | -------- | --------------------------- | ----- | -------------------- |
| Waterford AFC           | 2 - 6    | Újpest DSC                  | 2 - 3 | 0 - 3                |
| FC Bayern Munich        | 4 - 4    | Åtvidabergs FF              | 3 - 1 | 1 - 3 ap (4 - 3 tab) |
| SL Benfica              | 2 - 0    | Olympiakós FC               | 1 - 0 | 1 - 0                |
| Turku PS                | 1 - 9    | Celtic FC                   | 1 - 6 | 0 - 3                |
| SG Dynamo Dresde        | 4 - 3    | Juventus FC                 | 2 - 0 | 2 - 3                |
| FK Zarya Vorochilovgrad | 3 - 0    | APOE Nicosie                | 2 - 0 | 1 - 0                |
| FK Étoile rouge         | 3 - 1    | FKS Stal Mielec             | 2 - 1 | 1 - 0                |
| Club Bruges KV          | 10 - 0   | Floriana FC                 | 8 - 0 | 2 - 0                |
| AS La Jeunesse d'Esch   | 1 - 3    | Liverpool FC                | 1 - 1 | 0 - 2                |
| Club Atlético Madrid    | 1 - 0    | Galatasaray SK              | 0 - 0 | 1 - 0ap              |
| Viking FK               | 1 - 3    | TJ Spartak TAZ Trnava       | 1 - 2 | 0 - 1                |
| Vejle BK                | 3 - 2    | FC Nantes                   | 2 - 2 | 1 - 0                |
| CSKA SZ Sofia           | 4 - 0    | SSW Innsbruck               | 3 - 0 | 1 - 0                |
| FC Bâle 1893            | 11 - 2   | KP Fram                     | 5 - 0 | 6 - 2                |
| Crusaders FC            | 0 - 12   | CS Dinamo Bucarest          | 0 - 1 | 0 - 11               |
| AFC Ajax                | exempté  | en tant que tenant du titre |       |                      |

## Huitièmes de finale
| Équipe 1              | Résultat | Équipe 2                | Aller | Retour  |
| --------------------- | -------- | ----------------------- | ----- | ------- |
| SL Benfica            | 1 - 3    | Újpest DSC              | 1 - 1 | 0 - 2   |
| Celtic FC             | 1 - 0    | Vejle BK                | 0 - 0 | 1 - 0   |
| TJ Spartak TAZ Trnava | 1 - 0    | FK Zarya Vorochilovgrad | 0 - 0 | 1 - 0   |
| FK Étoile rouge       | 4 - 2    | Liverpool FC            | 2 - 1 | 2 - 1   |
| Club Bruges KV        | 6 - 7    | FC Bâle 1893            | 2 - 1 | 4 - 6   |
| CS Dinamo Bucarest    | 2 - 4    | Club Atlético Madrid    | 0 - 2 | 2 - 2   |
| AFC Ajax              | 1 - 2    | CSKA SZ Sofia           | 1 - 0 | 0 - 2ap |
| FC Bayern Munich      | 7 - 6    | SG Dynamo Dresde        | 4 - 3 | 3 - 3   |

## Quarts de finale
| Équipe 1              | Résultat | Équipe 2             | Aller | Retour               |
| --------------------- | -------- | -------------------- | ----- | -------------------- |
| TJ Spartak TAZ Trnava | 2 - 2    | Újpest DSC           | 1 - 1 | 1 - 1 ap (3 - 4 tab) |
| FC Bayern Munich      | 5 - 3    | CSKA SZ Sofia        | 4 - 1 | 1 - 2                |
| FK Étoile rouge       | 0 - 2    | Club Atlético Madrid | 0 - 2 | 0 - 0                |
| FC Bâle 1893          | 5 - 6    | Celtic FC            | 3 - 2 | 2 - 4 ap             |

## Demi-finales
| Équipe 1   | Résultat | Équipe 2             | Aller | Retour |
| ---------- | -------- | -------------------- | ----- | ------ |
| Újpest DSC | 1 - 4    | FC Bayern Munich     | 1 - 1 | 0 - 3  |
| Celtic FC  | 0 - 2    | Club Atlético Madrid | 0 - 0 | 0 - 2  |